# Hirelingadahalli, Haveri
Hirelingadahalli là một làng thuộc tehsil Haveri, huyện Haveri, bang Karnataka, Ấn Độ.